# Delancey Street-Essex Street
Delancey Street-Essex Street è una stazione della metropolitana di New York situata all'incrocio tra le linee BMT Nassau Street e IND Sixth Avenue. Nel 2019 è stata utilizzata da 8 861 296 passeggeri. È servita dalle linee F e J sempre, dalla linea M sempre tranne di notte, e dalla linea Z solo nell'ora di punta del mattino in direzione Manhattan e nell'ora di punta del pomeriggio in direzione Queens.

## Storia
La stazione sulla linea BMT Nassau Street fu aperta il 16 settembre 1908, mentre quella sulla linea IND Sixth Avenue venne inaugurata il 1º gennaio 1936. Le due stazioni furono collegate tra di loro il 1º luglio 1948.

## Strutture e impianti
La stazione è sotterranea e si sviluppa su tre livelli. La stazione della linea BMT Nassau Street costituisce il livello superiore, ha tre binari, una banchina laterale e una banchina ad isola. È posta al di sotto di Delancey Street e il suo mezzanino ha uscite all'incrocio con Norfolk Street. Il livello intermedio è rappresentato dal mezzanino della stazione della linea IND Sixth Avenue, che è dotato di quattro uscite su Essex Street e che funge da collegamento con la stazione BMT. Il livello inferiore ospita le due banchine laterali e i due binari della stazione IND.

## Interscambi
La stazione è servita da alcune autolinee gestite da NYCT Bus.
- Fermata autobus